# Henk Wery
Hendrikus „Henk” Wilhelmus Jan Gerardus Wery (ur. 10 czerwca 1943 w Amersfoorcie) – holenderski piłkarz grający na pozycji napastnika. W swojej karierze rozegrał 12 meczów w reprezentacji Holandii i strzelił 3 gole.

## Kariera klubowa
Swoją karierę piłkarską Wery rozpoczął w klubie AFC DWS. W 1963 roku awansował do kadry pierwszej drużyny. 25 sierpnia 1963 roku zadebiutował w Eredivisie w wygranym 2:1 domowym meczu z Heraclesem Almelo. W sezonie 1963/1964 wywalczył z DWS mistrzostwo Holandii.
W 1964 roku Wery przeszedł do DOS Utrecht. Zadebiutował w nim 23 sierpnia 1964 w przegranym 2:4 wyjazdowym spotkaniu z Feyenoordem. W DOS Utrecht występował przez cztery sezony.
W 1968 roku Wery został zawodnikiem Feyenoordu Rotterdam. W Feyenoordzie swój debiut zanotował 18 sierpnia 1968 w wygranym 3:2 wyjazdowym meczu z MVV Maastricht. W sezonach 1968/1969, 1970/1971 i 1973/1974 wywalczył z Feyenoordem trzy tytuły mistrza Holandii. W sezonie 1968/1969 zdobył też Puchar Holandii. Z kolei w sezonie 1969/1970 wystąpił w wygranym 2:1 finale Pucharu Mistrzów z Celtikiem. W 1970 roku zdobył także Puchar Interkontynentalny.
W 1974 roku Wery został piłkarzem FC Utrecht. Zadebiutował w nim 1 września 1974 w meczu z FC Twente (0:0). W Utrechcie grał do końca swojej kariery, czyli do zakończenia sezonu 1975/1976.
| Sezon   | Klub        | Kraj     | Rozgrywki  | Mecze | Bramki |
| ------- | ----------- | -------- | ---------- | ----- | ------ |
| 1963/64 | AFC DWS     | Holandia | Eredivisie | 15    | 2      |
| 1964/65 | DOS Utrecht | Holandia | Eredivisie | 30    | 8      |
| 1965/66 | DOS Utrecht | Holandia | Eredivisie | 29    | 19     |
| 1966/67 | DOS Utrecht | Holandia | Eredivisie | 34    | 12     |
| 1967/68 | DOS Utrecht | Holandia | Eredivisie | 34    | 13     |
| 1968/69 | Feyenoord   | Holandia | Eredivisie | 32    | 10     |
| 1969/70 | Feyenoord   | Holandia | Eredivisie | 29    | 10     |
| 1970/71 | Feyenoord   | Holandia | Eredivisie | 34    | 11     |
| 1971/72 | Feyenoord   | Holandia | Eredivisie | 34    | 10     |
| 1972/73 | Feyenoord   | Holandia | Eredivisie | 23    | 3      |
| 1973/74 | Feyenoord   | Holandia | Eredivisie | 19    | 5      |
| 1974/75 | FC Utrecht  | Holandia | Eredivisie | 31    | 7      |
| 1975/76 | FC Utrecht  | Holandia | Eredivisie | 21    | 4      |

## Kariera reprezentacyjna
W reprezentacji Holandii Wery zadebiutował 29 listopada 1967 w wygranym 3:1 towarzyskim meczu ze Związkiem Radzieckim, rozegranym w Rotterdamie. W swojej karierze grał w: eliminacjach do MŚ 1970 i do Euro 72. Od 1967 do 1973 roku rozegrał w kadrze narodowej 12 meczów i strzelił 3 gole.
| Mecze i gole w reprezentacji | Mecze i gole w reprezentacji | Mecze i gole w reprezentacji | Mecze i gole w reprezentacji | Mecze i gole w reprezentacji | Mecze i gole w reprezentacji | Mecze i gole w reprezentacji |
| #                            | Data                         | Stadion                      | Rywal                        | Wynik                        | Gol                          | Rozgrywki                    |
| 1967                         | 1967                         | 1967                         | 1967                         | 1967                         | 1967                         | 1967                         |
| ---------------------------- | ---------------------------- | ---------------------------- | ---------------------------- | ---------------------------- | ---------------------------- | ---------------------------- |
| 1.                           | 29.11.1967                   | Rotterdam, Holandia          | ZSRR                         | 3:1                          | 2                            | towarzyski                   |
| 1968                         |                              |                              |                              |                              |                              |                              |
| 2.                           | 07.04.1968                   | Amsterdam, Holandia          | Belgia                       | 1:2                          | 0                            | towarzyski                   |
| 1969                         |                              |                              |                              |                              |                              |                              |
| 3.                           | 07.09.1969                   | Chorzów, Polska              | Polska                       | 1:2                          | 1                            | el. MŚ 1970                  |
| 4.                           | 22.10.1969                   | Rotterdam, Holandia          | Bułgaria                     | 1:1                          | 0                            | el. MŚ 1970                  |
| 1970                         |                              |                              |                              |                              |                              |                              |
| 5.                           | 11.10.1970                   | Rotterdam, Holandia          | Jugosławia                   | 1:1                          | 0                            | el. ME 1972                  |
| 6.                           | 11.11.1970                   | Drezno, NRD                  | NRD                          | 0:1                          | 0                            | el. ME 1972                  |
| 1971                         |                              |                              |                              |                              |                              |                              |
| 7.                           | 04.04.1971                   | Split, Jugosławia            | Jugosławia                   | 0:2                          | 0                            | el. ME 1972                  |
| 8.                           | 10.10.1971                   | Rotterdam, Holandia          | NRD                          | 3:2                          | 0                            | el. ME 1972                  |
| 9.                           | 01.12.1971                   | Amsterdam, Holandia          | Szkocja                      | 2:1                          | 0                            | towarzyski                   |
| 1972                         |                              |                              |                              |                              |                              |                              |
| 10.                          | 16.02.1972                   | Pireus, Grecja               | Grecja                       | 5:0                          | 0                            | towarzyski                   |
| 11.                          | 03.05.1972                   | Rotterdam, Holandia          | Peru                         | 3:0                          | 0                            | towarzyski                   |
| 1973                         |                              |                              |                              |                              |                              |                              |
| 12.                          | 10.10.1973                   | Rotterdam, Holandia          | Polska                       | 1:1                          | 0                            | towarzyski                   |